# Dipartimento delle Isole dell'Atlantico Meridionale
Le Isole dell'Atlantico Meridionale sono costituite da una serie di arcipelaghi, appartenenti politicamente al Regno Unito, ma rivendicati dall'Argentina, come parte integrante del proprio territorio nazionale. La legislazione argentina infatti le considera un dipartimento della Provincia di Terra del Fuoco, Antartide e Isole dell'Atlantico del Sud, pur non esercitandovi nei fatti autorità alcuna. La disputa ebbe un drammatico sfogo nel 1982 con la guerra delle Falkland, che comportò la sconfitta argentina e la caduta della giunta militare in quell'epoca al potere nel paese.

## Geografia fisica
Le isole rivendicate dall'Argentina sono:
- l'arcipelago delle isole Sandwich Australi (in inglese South Sandwich Islands, in spagnolo Islas Sándwich del Sur);
- l'arcipelago della Georgia del Sud (in inglese South Georgia, in spagnolo islas Georgias del Sur) con i gruppi delle Rocas Clerke (Clerke Rocks in inglese) e delle Islas Aurora;
- l'arcipelago delle isole Malvine (in inglese Falkland Islands, in spagnolo islas Malvinas);

L'insieme di questi arcipelaghi sono anche denominati, da parte argentina, arcipelago delle Antille del Sud.

## Mappe

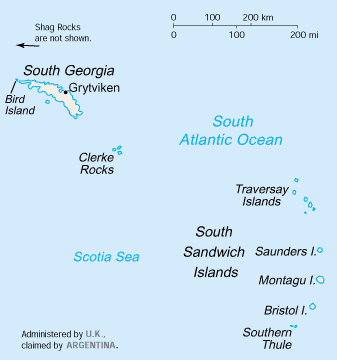
Le isole della Georgia del Sud e delle Sandwich Australi
Le isole Malvine con toponimia argentina